# Rušćica
Ruščica is een plaats in de gemeente Klakar in de Kroatische provincie Brod-Posavina. De plaats telt 1.145 inwoners (2001).